# Synura
Synura är ett släkte av kolonibildande, huvudsakligen akvatiska, alger som tillhör klassen Synurophyceae. Cellerna är vanligen försedda med kiselhaltiga, till synes utsmyckade, fjäll. När kolonin simmar snurrar eller roterar den. Cellerna har två flageller, en längre hårig och en kortare mjuk. När kolonin når maximal storlek, delas den till två ungefär lika stora dotterkolonier. Även sexuell reproduktion förekommer. Han- och honbål är heteromorfa. Hanbålen avger små gameter som sedan når honbålen. Efter att äggcellen befruktats och bildat zygoten, bildas en vilospor.
Stora förekomster av Synura kan bilda ämnen (till exempel aminer och ketoner) som kraftigt kan försämra lukt och smak på dricksvatten.